# Kuna (moneda)
La kuna (codi ISO 4217: HRK) fou la moneda nacional de Croàcia fins les 00:00h de l'1 de gener de 2023, moment en el qual Croàcia va adherir-se a la zona euro i l'Espai Schengen i la moneda va ser substituïda per l'euro. Se subdividia en 100 lipa. Des de l'any 2004 té un canvi fix respecte a l'euro: 1 EUR = 7,4 HRK.
La paraula croata kuna fa referència a l'animal conegut com a mart o marta, mentre que lipa és el nom que els croats donen al tell. Encara que ho pugui fer pensar, doncs, no té cap mena de relació amb les diverses monedes anomenades "koruna" ("corona"); el nom es va agafar perquè al·ludeix a l'ús de les pells de mart com a unitats de canvi en el comerç medieval. Aquest animal també es representava a les antigues monedes croates anomenades banovac.
La kuna fou introduïda el juny de 1994 després del període de transició posterior a la independència croata de la primeria dels anys 90, en què el dinar iugoslau fou substituït pel dinar croat.
La tria del nom kuna fou molt polèmica, sobretot entre els serbis de Croàcia, ja que l'única entitat que havia usat abans aquest nom de moneda fou l'Estat independent de Croàcia, de caràcter feixista, durant la Segona Guerra Mundial. El govern croat va defensar l'elecció del nom amb l'argument de l'ús històric de les pells de mart, mentre que els seus detractors ho veien més com una mena de continuïtat del modern estat croat amb el règim extremista anterior.
La kuna és emesa pel Banc Nacional Croat (Hrvatska Narodna Banka).
Actualment en circulen monedes d'1, 2, 5, 10, 20 i 50 lipa i d'1, 2, 5 i 25 kuna (aquestes darreres, de tipus commemoratiu), i bitllets de 10, 20, 50, 100, 200, 500 i 1.000 kuna; els de 5 kuna han estat retirats de la circulació.

## Taxes de canvi
- 1 EUR = 7,55125 HRK (3 de desembre del 2020)
- 1 USD = 6,23096 HRK (3 de desembre del 2020)